# Borre (Norvège)
Pour les articles homonymes, voir Borre.
Borre est une localité dans la commune de Horten en Norvège, sur la côte ouest du fjord d'Oslo.

## Description
Le village a donné son nom à l'ancienne municipalité de Borre. En 1988, Borre et Horten ont fusionné en une seule commune sous le nom de Borre. En 2002, le nom a été changé en Horten après un référendum.
On y trouve une église médiévale datant des années 1300, une ancienne gare de la ligne du Vestfold et un campus de l'Université de la Norvège du Sud-Est.

## Histoire
Le cimetière de Borre, abritant sept tumulus funéraires et un cairn datant de l'âge des vikings, fait partie du parc national de Borre. Ils datent de 600 à 900 et mesurent entre 32 et 45 m de diamètre. L'endroit est présenté comme la nécropole de la dynastie des Ynglingar dans l'Ynglingatal. 
L'analyse des pollens indique qu'au début du VIIe siècle, l'activité agricole s'intensifie et de nouvelles plantes sont introduites comme le seigle.

## Aires protégées
- Réserve naturelle d'Adalstjern
- Réserve naturelle de Borrevannet (lac Borrevannet)

## Galerie

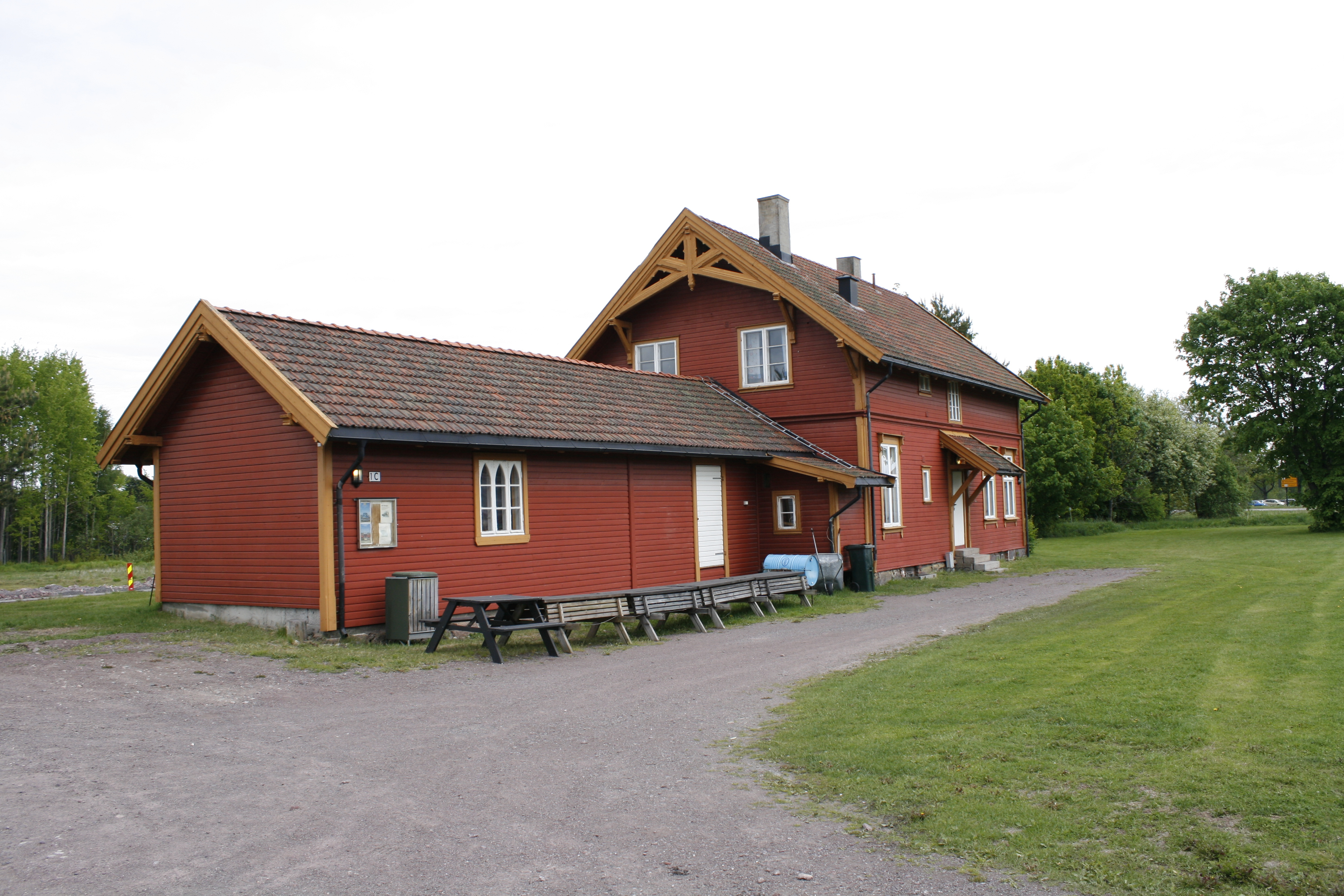
Ancienne gare de Borre
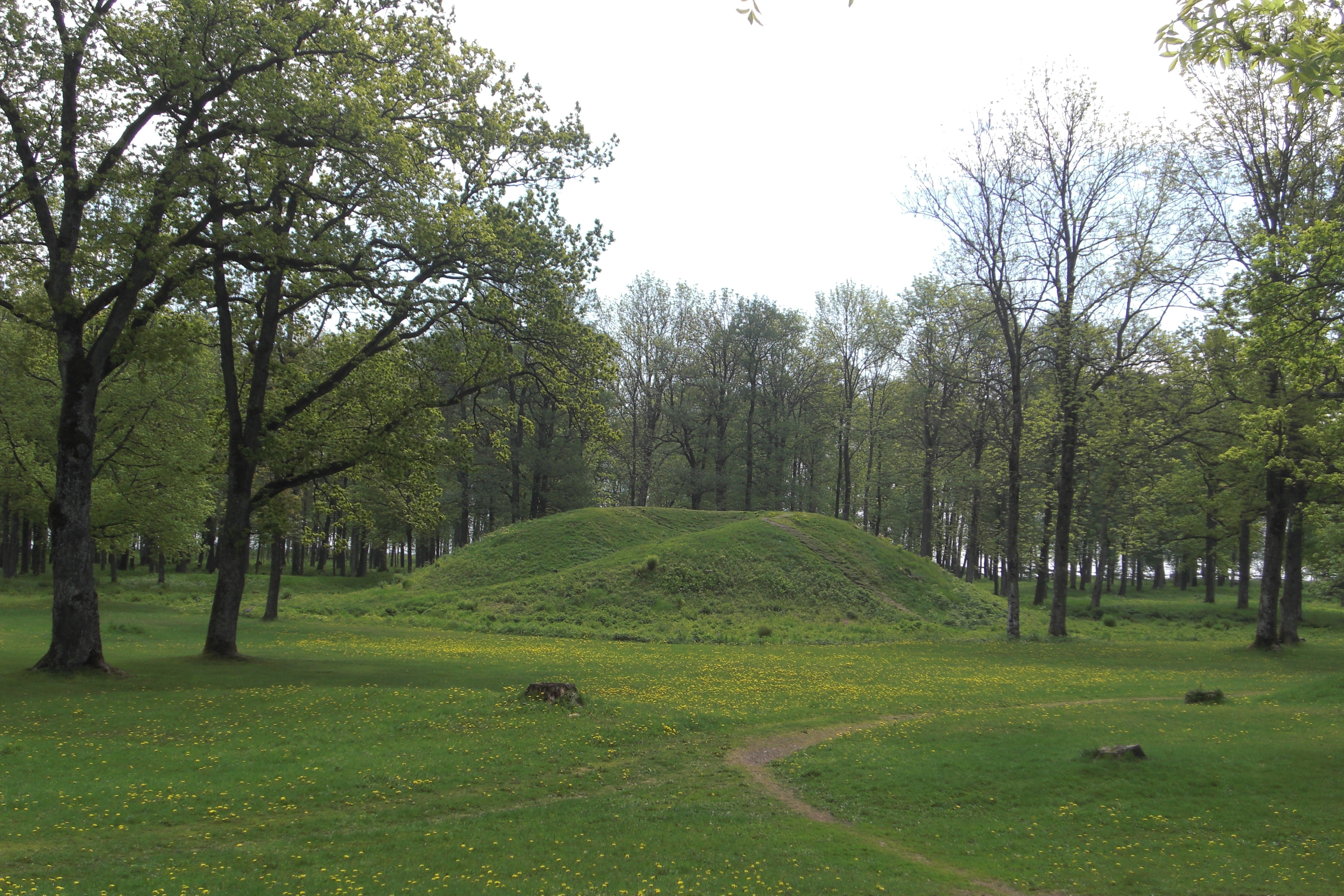
Borrehaugen